# منتخب أوكرانيا في كأس فيد
منتخب أوكرانيا في كأس فيد (بالأوكرانية: Жіноча збірна України з тенісу)‏ هو ممثل أوكرانيا الرسمي في كرة المضرب في كأس فيد.